# 蓬皮耶
蓬皮耶（法語：Pompiey，法語發音：[pɔ̃pjɛ]）是法国洛特-加龙省的一个市镇，属于内拉克区。

## 地理
蓬皮耶（44°11'33"N, 0°13'43"E）面积19.61 平方千米，位于法国新阿基坦大区洛特-加龍省，该省份为法国西南部内陆省份，北起多爾多涅省，西接吉倫特省和朗德省，南至热尔省，东临塔恩-加龙省和洛特省。
与蓬皮耶接壤的市镇（或旧市镇、城区）包括：昂布吕、巴尔巴斯特、迪朗斯、乌尔比斯河畔法尔格、桑特拉耶。

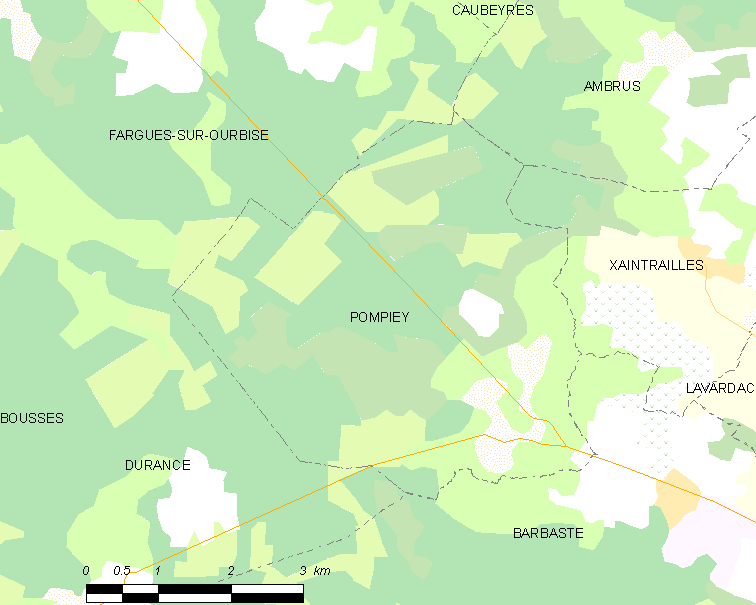
蓬皮耶的OSM定位图

蓬皮耶的时区为UTC+01:00、UTC+02:00（夏令时）。

## 行政
蓬皮耶的邮政编码为47230，INSEE市镇编码为47207。

## 政治
蓬皮耶所属的省级选区为拉瓦达克县。

## 人口

1962-2008年间蓬皮耶人口变化图示

蓬皮耶于2022年1月1日时的人口数量为213人。